# Gail Greenberg
Gail Harte Greenberg (ur.  1938), amerykańska brydżystka, World Grand Master (WBF).
Gail Greenberg występowała również jako Gail Moss, Gail Shane, Gail Moss Greenberg.
Trzej jej mężowie: Steve Shane, Mike Moss (i jego siostra Sylvia Moss) oraz Jack Greenberg a także dzieci Jill Levin, Brad Moss oraz Andrew Moss wszyscy byli brydżystami.

## Wyniki brydżowe

### Olimpiady
Na olimpiadach uzyskała następujące rezultaty:
| Olimpiady brydżowe. Zawody teamów | Olimpiady brydżowe. Zawody teamów | Olimpiady brydżowe. Zawody teamów | Olimpiady brydżowe. Zawody teamów | Olimpiady brydżowe. Zawody teamów | Olimpiady brydżowe. Zawody teamów |
| Rok                               | Miejsce                           | Zawody                            | Kategoria                         | Drużyna                           | Pozycja                           |
| --------------------------------- | --------------------------------- | --------------------------------- | --------------------------------- | --------------------------------- | --------------------------------- |
| 1996                              | Rodos                             | 10. Olimpiada Teamów              | Kobiety                           | USA                               | 1                                 |
| 1984                              | Seattle                           | 7. Olimpiada Teamów               | Kobiety                           | USA                               | 1                                 |
| 1980                              | Valkenburg                        | 6. Olimpiada Teamów               | Kobiety                           | USA                               | 1                                 |
| 1976                              | Monte Carlo                       | 5. Olimpiada Teamów               | Kobiety                           | USA                               | 3                                 |

### Zawody światowe
W światowych zawodach zdobyła następujące lokaty:
| Mistrzostwa Świata. Konkurencja teamów | Mistrzostwa Świata. Konkurencja teamów | Mistrzostwa Świata. Konkurencja teamów | Mistrzostwa Świata. Konkurencja teamów | Mistrzostwa Świata. Konkurencja teamów | Mistrzostwa Świata. Konkurencja teamów |
| Rok                                    | Miejsce                                | Zawody                                 | Kategoria                              | Drużyna                                | Pozycja                                |
| -------------------------------------- | -------------------------------------- | -------------------------------------- | -------------------------------------- | -------------------------------------- | -------------------------------------- |
| 2010                                   | Filadelfia                             | 13. Seria Mistrzostw Świata            | Kobiety                                | Glasson                                | 9                                      |
| 2006                                   | Werona                                 | 12. Mistrzostwa Świata                 | Seniorzy                               | Holt                                   | 15                                     |
| 1985                                   | São Paulo                              | 27. Mistrzostwa Świata Teamów          | Kobiety                                | USA 1                                  | 2                                      |
| 1978                                   | Nowy Orlean                            | 5. Mistrzostwa Świata                  | Kobiety                                | USA                                    | 1                                      |
| 1974                                   | Wenecja                                | 20. Mistrzostwa Świata Teamów          | Open                                   | USA                                    | 1                                      |
| 1972                                   | Miami Beach                            | 3. Olimpiada Par                       | Miksty                                 | Roth                                   | 2                                      |

| Mistrzostwa Świata. Konkurencja par | Mistrzostwa Świata. Konkurencja par | Mistrzostwa Świata. Konkurencja par | Mistrzostwa Świata. Konkurencja par | Mistrzostwa Świata. Konkurencja par | Mistrzostwa Świata. Konkurencja par |
| Rok                                 | Miejsce                             | Zawody                              | Kategoria                           | Partner                             | Pozycja                             |
| ----------------------------------- | ----------------------------------- | ----------------------------------- | ----------------------------------- | ----------------------------------- | ----------------------------------- |
| 2010                                | Filadelfia                          | 13. Mistrzostwa Świata              | Kobiety                             | Sylvia Summers-Caley                | 33                                  |
| 2010                                | Filadelfia                          | 13. Mistrzostwa Świata              | Miksty                              | Brad Moss                           | 61                                  |
| 2006                                | Werona                              | 12. Mistrzostwa Świata              | Seniorzy                            | Jeff Hand                           | 20                                  |
| 2006                                | Werona                              | 12. Mistrzostwa Świata              | Miksty                              | Jeff Hand                           | 41                                  |
| 2002                                | Montreal                            | 11. Mistrzostwa Świata              | Miksty                              | Brad Moss                           | 8                                   |
| 2002                                | Montreal                            | 11. Mistrzostwa Świata              | Kobiety                             | Laurie Vogel                        | 47                                  |
| 1994                                | Albuquerque                         | 9. Mistrzostwa Świata               | Kobiety                             | Laurie Vogel                        | 23                                  |
| 1990                                | Genewa                              | 8. Mistrzostwa Świata               | Kobiety                             | Dorothy Hayden                      | 17                                  |
| 1986                                | Miami Beach                         | 7. Mistrzostwa Świata               | Miksty                              | Jack Greenberg                      | 14                                  |
| 1982                                | Biarritz                            | 6. Mistrzostwa Świata               | Miksty                              | Jeff Meckstroth                     | 17                                  |
| 1982                                | Biarritz                            | 6. Mistrzostwa Świata               | Kobiety                             | Jacqui Mitchell                     | 20                                  |
| 1978                                | Nowy Orlean                         | 5. Mistrzostwa Świata               | Kobiety                             | Jacqui Mitchell                     | 8                                   |
| 1978                                | Nowy Orlean                         | 5. Mistrzostwa Świata               | Miksty                              | George Rapee                        | 7                                   |

### Zawody europejskie
W europejskich zawodach zdobył następujące lokaty:
| Zawody europejskie. Konkurencja teamów | Zawody europejskie. Konkurencja teamów | Zawody europejskie. Konkurencja teamów | Zawody europejskie. Konkurencja teamów | Zawody europejskie. Konkurencja teamów | Zawody europejskie. Konkurencja teamów |
| Rok                                    | Miejsce                                | Zawody                                 | Kategoria                              | Drużyna                                | Pozycja                                |
| -------------------------------------- | -------------------------------------- | -------------------------------------- | -------------------------------------- | -------------------------------------- | -------------------------------------- |
| 2005                                   | Teneryfa                               | 2. Otwarte Mistrzostwa Europy          | Miksty                                 | Gitelman                               | 5                                      |

| Zawody europejskie. Konkurencja par | Zawody europejskie. Konkurencja par | Zawody europejskie. Konkurencja par | Zawody europejskie. Konkurencja par | Zawody europejskie. Konkurencja par | Zawody europejskie. Konkurencja par |
| Rok                                 | Miejsce                             | Zawody                              | Kategoria                           | Partner                             | Pozycja                             |
| ----------------------------------- | ----------------------------------- | ----------------------------------- | ----------------------------------- | ----------------------------------- | ----------------------------------- |
| 2005                                | Teneryfa                            | 2. Otwarte Mistrzostwa Europy       | Mikst                               | Brad Moss                           | 35                                  |

## Klasyfikacja
- Gail  Greenberg – klasyfikacja WBF (ang.)
- Gail  Greenberg – klasyfikacja WBF (ang.)